# Annibal da Rocha Nogueira Júnior
Annibal da Rocha Nogueira Júnior  (Rio de Janeiro, 11 de agosto de 1911 – Rio de Janeiro, 7 de fevereiro de 1997) foi um médico brasileiro, membro da Academia Nacional de Medicina.

## Biografia
Formado pela Faculdade de Medicina da Universidade do Rio de Janeiro (Faculdade de Medicina da Universidade do Brasil) em 1933.
Foi interno da Policlínica de Crianças do Hospital José Carlos Rodrigues (1931/1933); Hospital Pro Matre (1933); efetivo da cadeira de terapêutica clínica da Faculdade de Medicina da Universidade do Rio de Janeiro (1933). Médico adjunto do Hospital José Carlos Rodrigues, da Policlínica de Crianças (1934); médico concursado do Serviço de Saúde da Policia Militar do Distrito Federal (1934); assistente do Ambulatório de Tisiologia do Hospital São Francisco de Assis (1936); assistente da Enfermaria de Medicina do Hospital da Policia Militar (dezembro 1939/março 1941 e agosto 1941/junho 1947); encarregado da chefia da Enfermaria de Medicina do Hospital da Policia Militar durante os anos de 1941 a 1946; 1º tenente médico chefe interino da enfermaria de medicina do Hospital da Policia Militar do Distrito Federal (1943); chefe efetivo da enfermaria de medicina do Hospital da Policia Militar do DF (1948/1950).
Foi atuante e destacado em instituições cientificas como: Sociedade de Medicina e Cirurgia do Rio de Janeiro; Sociedade Brasileira de Tuberculose; L’Union Internationelle contre la Tuberculose; American College of Chest Physicians; e Colégio Brasileiro de Cirurgiões.
Acadêmico de número 423 na Academia Nacional de Medicina, tendo ocupado a cadeira número 82, que tem como Patrono Antônio Dias de Barros. e membro do Colégio Anatômico Brasileiro.
Foi docente livre de terapêutica clínica da Escola de Medicina e Cirurgia do Rio de Janeiro (1940); chefe de clínica da cadeira de terapêutica clínica da Escola de Medicina e Cirurgia do Rio de Janeiro (1949/1950); catedrático interino de patologia geral da Faculdade Fluminense de Medicina (1945/1947); docente livre de terapêutica clínica da Faculdade Nacional de Medicina da Universidade do Brasil (1954); organizador e professor do curso de extensão universitária sobre terapêutica das perturbações hidroelectrolíticas em clínica, na Universidade do Brasil (1956). Professor emérito da Universidade Federal Fluminense,  Universidade do Rio de Janeiro e da Faculdade de Medicina de Teresópolis. 
Membro da comissão julgadora do concurso para o provimento da cátedra de biometria aplicada da Escola Nacional de Educação Física da Universidade do Brasil em 1958.
Desenvolveu, com o professor Gentil Luiz João Feijó, e junto com os doutores Hugo Alqueires, Francisco Laranja uma tese para concurso e Clínica Propedêutica Médica da Faculdade Fluminense de Medicina, estudo intitulado Derivações precordiais, estudo clínico propedêutico.
Designado Representante dos Professores Titulares do Centro de Ciências da Saúde junto ao Conselho Federativo da Federação das Escolas Federais Isoladas do Estado do Rio de Janeiro em 1979.
Membro associado do Rotary Club RJ Tijuca, foi seu presidente no período 1985-1986.
Foi um destacado membro do Chaplin-Club. Fundado no Rio de Janeiro em 1928, o Chaplin-Club é considerado o marco inicial do cineclubismo e de uma reflexão crítica mais aprofundada sobre o cinema no Brasil. Annibal Nogueira Junior foi um importante articulista de "O Fan" o veículo de difusão das discussões do Chaplin Club. Publicado entre 1928 e 1930, O Fan é, nas palavras da Cinemateca Brasileira, "uma documentação preciosa da história do cinema brasileiro".

## Trabalhos Publicados
- Carência vitamínica A; principais aspectos das suas fisiologia e patologia · seu reconhecimento precoce pelo índice de ceratinizaçao da conjuntiva bulbar. Rio de Janeiro: Art . gráf . indúst . reun. 1947
- Aparelho circulatório - Elementos de Diagnóstico e Tratamento Em Medicina Interna. [S.l.]: Guanabara Koogan. 1976
- Terapêutica Geral. São Paulo: Byk-procienx. 1981
- Doenças do Aparelho Digestivo: Noções Gerais Sobre Seu Diagnóstico e Tratamento. São Paulo: Fndo Editórial. 1981
- Doenças dos Rins, Estudo Clínico e Tratamento em coautoria com o Dr.Omar da Rosa Santos

## Homenagens
Patrono da Cadeira nº 11 da Academia Rotária de Letras da Cidade do Rio de Janeiro ABROL Rio.